# Nova Maringá
Nova Maringá là một đô thị thuộc bang Mato Grosso, Brasil. Đô thị này có diện tích 11512,471 km², dân số năm 2007 là 5554 người, mật độ 48 người/km².